# 일본 제국 해군의 전투 서열 (1941년 12월 10일)
이 문서는 태평양 전쟁이 시작한 1941년 12월 10일 당시 일본 제국 해군의 전투 서열 목록이다
| - 대본영 - 지나방면함대 - 군령부 - 연합함대 - 제1함대 - 제2함대 - 제3함대 - 제4함대 - 제5함대 - 제6함대 - 제1항공함대 - 제11항공함대 - 남견함대 |

## 연합함대
- 제1전대: 나가토, 무쓰
- 제24전대: 특설순양함(호코쿠마루, 아이코쿠마루, 기요스미마루)
- 제11항공전대: 미즈호, 지토세
- 제4잠수전대: 기누, 나고야마루[fn 1]
  - 제18잠수대: 이53, 이54, 이55
  - 제19잠수대: 이56, 이57, 이58
  - 제21잠수대: 로33, 로34
- 제5잠수전대: 유라, 리우데자네이루마루[fn 1]
  - 제28잠수대: 이59, 이60
  - 제29잠수대: 이62, 이64
  - 제30잠수대: 이65, 이66
- 제1연합통신대: 도쿄, 다카오, 지치지마 해군통신대, 오키나와 통신대, 제3~6통신대
- 부속:
  - 수상기모함: 지요다
  - 표적함: 야카제, 세쓰
  - 공작함: 아카시, 아사히[fn 1]
  - 급탄함: 무로토[fn 1]
  - 특설병원함: 아사히마루[fn 1], 다카사고마루
  - 제1초계정대

## 제1함대
- 제2전대: 이세, 휴가, 후소, 야마시로
- 제3전대: 곤고, 하루나, 히에이, 기리시마
- 제6전대: 아오바, 기누가사, 후루타카, 가코
- 제9전대: 기타가미, 오이
- 제1수뢰전대: 아부쿠마
  - 제6구축대: 이카즈치, 이나즈마, 히비키, 아카쓰키
  - 제17구축대: 우라카제, 이소카제, 다니카제, 하마카제
  - 제21구축대: 하쓰하루, 네노히, 하쓰시모, 와카바
  - 제27구축대: 아리아케, 유구레, 시라쓰유, 시구레
- 제3수뢰전대: 센다이
  - 제11구축대: 후부키, 시라유키, 하쓰유키
  - 제12구축대: 무라쿠모, 시노노메, 시라쿠모
  - 제19구축대: 이소나미, 우라나미, 시키나미, 아야나미
  - 제20구축대: 아마기리, 아사기리, 유기리, 사기리
- 제3항공전대: 호쇼, 즈이호
  - 미카즈키、유카제

## 제2함대
- 제4전대: 다카오, 아타고, 조카이, 마야
- 제5전대: 나치, 하구로, 묘코
- 제7전대: 모가미, 미쿠마, 스즈야, 구마노
- 제8전대: 도네, 지쿠마
- 제2수뢰전대: 진쓰
  - 제8구축대: 아사시오, 미치시오, 오시오, 아라시오
  - 제15구축대: 구로시오, 오야시오, 하야시오, 나쓰시오
  - 제16구축대: 하쓰카제, 유키카제, 아마쓰카제, 도키쓰카제
  - 제18구축대: 가스미, 아라레, 가게로, 시라누이
- 제4수뢰전대: 나카
  - 제2구축대: 무라사메, 유다치, 하루사메, 사미다레
  - 제4구축대: 아라시, 하기카제, 노와키, 마이카제
  - 제9구축대: 아사구모, 야마구모, 나쓰구모, 미네구모
  - 제24구축대: 우미카제, 야마카제, 가와카제, 스즈카제

## 제3함대
- 제16전대: 아시가라[1], 나가라, 구마
- 제17전대: 이쓰쿠시마, 하치만야마, 다쓰미야마루
- 제5수뢰전대: 나토리
  - 제5구축대: 아사카제, 하루카제, 마쓰카제, 하타카제
  - 제22구축대: 사쓰키, 미나즈키, 후미즈키, 나가쓰키
- 제6잠수전대: 조게이[fn 2][2]
  - 제9잠수대: 이123, 이124
  - 제13잠수대: 이121, 이122
- 제12항공전대: 가미카와마루, 산요마루[fn 3][2]
- 제1근거지대: 시라타카, 아오타카, 소해정, 구잠정, 수뢰정, 포함 등
- 제2근거지대: 와카타카, 소해정, 구잠정, 수뢰정, 포함 등
- 제32특별근거지대
- 부속: 야마비코마루, 특설운송함 2척

## 제4함대
- 기함: 가시마; 12월 1일 ~ [3][4]
- 제18전대: 덴류, 타쓰타
- 제19전대: 오키시마, 도키와, 쓰가루, 덴요마루
- 제6수뢰전대: 유바리
  - 제29구축대: 오이테, 하야테, 아사나기, 유나기
  - 제30구축대: 무쓰키, 기사라기, 야요이, 모치즈키
- 제7잠수전대: 진게이
  - 제26잠수대: 로60, 로61, 로62
  - 제27잠수대: 로65, 로66, 로67
  - 제33잠수대: 로63, 로64, 로68
- 제24항공전대; 10월 1일 전속[3]
  - 지토세 해군항공대, 요모하마 해군항공대, 가모이, 고쥬마루
- 제3근거지대 (팔라우 제도 방위) - 팔라우
  - 제4포함대: 후쿠야마마루
  - 제13소해대
  - 제55구잠대: 제1간지쓰마루, 쇼와마루, 제3쇼와마루, 제5쇼와마루
  - 제3방비대
  - 제16항공대
- 제4근거지대 (캐롤라인 제도 방위대) - 트럭 환초
  - 제5포함대: 고에이마루
  - 제14소해대
  - 제56구잠대
  - 제57구잠대: 제15쇼난마루
  - 제4방비대
  - 제17항공대
- 제5근거지대 (마리아나 방위대) - 사이판섬
  - 제7포함대: 가쓰마루
  - 제15소해대
  - 제59구잠대: 제5쇼난마루, 제6쇼난마루
  - 제60구잠대: 제8교마루, 제10교마루
  - 제5방비대
  - 제18항공대
- 제6근거지대(마셜 제도 방위대) - 콰잘레인 환초
  - 제8포함대: 핫카이산마루, 미쓰시마마루, 오키쓰마루
  - 제16소해대
  - 제62구잠대
  - 제63구잠대: 제3쇼난마루, 제3후미마루
  - 제64구잠대: 제10쇼난마루, 제11쇼난마루
  - 제65구잠대: 제6교마루, 제7교마루, 특설포획망정 우지마루
  - 제6방비대
  - 제51, 52, 53경비대
  - 제19항공대
- 부속: 기요카와마루, 쇼에이마루, 산큐마루, 히카와마루, 곤고마루, 긴류마루
  - 제4항무부, 제4기상대(트럭 상주), 마이즈루 진수부 제2특별육전대(솔로몬 제도 공략부대)

## 제5함대
- 제21전대: 다마, 기소, 기미카와마루
- 제22전대: 아와타마루, 아사카마루
- 제7근거지대
  - 제10포함대, 제17소해대, 제66구잠대
  - 지치지마 해군항공대, 제7방비대
- 부속: 사기, 하토

## 제6함대
- 기함: 카토리
- 제1잠수전대: 야스쿠니마루, 이9
  - 제1잠수대: 이15, 이16, 이17
  - 제2잠수대: 이18, 이17, 이19
  - 제3잠수대: 이21, 이22, 이23
  - 제4잠수대: 이24, 이25, 이26
- 제2잠수전대: 산토스마루, 이7, 이10
  - 제7잠수대: 이1, 이2, 이3
  - 제8잠수대: 이4, 이5, 이6
- 제3잠수전대: 타이게이, 이8
  - 제11잠수대: 이74, 이75
  - 제12잠수대: 이68, 이69, 이70
  - 제20잠수대: 이71, 이72, 이73

## 제1항공함대
- 제1항공전대: 아카기, 가가
- 제2항공전대: 히류, 소류
- 제4항공전대: 류조
- 제5항공전대: 쇼카쿠, 즈이카쿠

## 제11항공함대
- 제21항공전대
  - 가노야 해군항공대
  - 도코 해군항공대
  - 제1항공대
  - 가쓰라기마루
- 제22항공전대
  - 비호 해군항공대
  - 원산 해군항공대
  - 후지카와마루
- 제23항공전대
  - 다카오 해군항공대
  - 타이난 해군항공대
  - 제3항공대
  - 고마키마루
- 직속
  - 특설항공모함: 게이요마루, 리온마루, 가모가와마루, 아마기산마루, 닛코쿠마루, 다쓰가미마루, 히노마루, 제5나나마루
  - 제34구축대: 하네카제, 아키카제 다치카제
  - 요코스카 진수부 제1, 2특별육전대

## 구레 진수부
- 구레 해병단
- 오타케 해병단
- 구레 잠수함기지대
- 구레 해군항무부
- 도쿠야마 해군항무부
- 구레 해군통신대
- 구레 해군항공대
- 사에키 해군항공대
- 이와쿠니 해군항공대
- 장갑순양함: 야쿠모
- 부설함: 가쓰리키
- 제6잠수대: 로 57형 잠수함: 로(呂) 57, 58, 59
- 잠수함: 이(伊)호 이52/이152
- 구레 해군경비대
- 구레 경비전대
- 구레 방비전대
  - 제13구축대: 와카타케, 구레타케, 사나에
  - 제19～21구잠정
  - 사에키 방비대
  - 특설순양함 겸 부설함(ARC): 긴죠산마루
  - 제31, 33소해대
  - 시모노세키 방비대
- 제20연합항공대

오디타 해군항공대, 우사 해군항공대, 하카타 해군항공대, 오무라 해군항공대

## 요코스카 진수부
- 요코스카 제1, 2해병단
- 요코스카 잠수함기지대
- 요코스카 해군항무부
- 요코스카 해군통신대
- 요코스카해군항공대
- 다테야마 해군항공대
- 기사라즈 해군항공대
- 잠수함 모함 고마하시
- 구축함 사와카제, 유구모
- 구축정 제22호, 제23호
- 요코스카 해군경비대
- 요코스카 경비전대
  - 특설순양함 노시로마루
  - 특설포함 쇼에이마루, 제1호 메이지마루
- 요코스카방비전대
  - 요코스카방비대
    - 특설포함 겸 부설함 가사기마루, 곤고산마루

  - 소해정 제25호, 제26호
- 제11연합항공대
  - 가스미가우라 해군항공대
  - 쓰쿠바 해군항공대
  - 야타베 해군항공대
  - 햐쿠리하라 해군항공대
  - 가시마 해군항공대
  - 스즈카 해군항공대
  - 쓰치우라 해군항공대

## 같이 보기
- 진주만 공격의 전투 서열
- 일본 제국 해군의 전투 서열 (1942년 7월 14일), 미드웨이 해전 이후
- 일본 제국 해군의 전투 서열 (1943년 4월 1일), 과달카날 제도 철수 이후
- 일본 제국 해군의 전투 서열 (1944년 4월 1일), 전시편제제도 개정
- 일본 제국 해군의 전투 서열 (1944년 8월 15일), 마리아나 해전 이후
- 일본 제국 해군의 전투 서열 (1945년 3월 1일), 기쿠스이 작전 직전
- 일본 제국 해군의 전투 서열 (1945년 6월 1일), 말기

## 참고

### 인용
1. ↑  戦史叢書91 1975, 002b쪽付表제二
2. 1 2  戦史叢書26 1969, 001b쪽付表제一
3. 1 2  戦史叢書38 1976, 82쪽.
4. ↑  戦史叢書38 1976, 87쪽.

### 자료
- 防衛研究所戦史室 (1969년 5월). 《蘭印・ベンガル湾方面》. 戦史叢書 (일본어) 26. 朝雲新聞社.
- 防衛庁防衛研修所戦史室 (1970년 10월). 《戦史叢書 中部太平洋方面해군作戦<1> 昭和17年5月まで》 (일본어) 38. 朝雲新聞社.
- 防衛研究所戦史室 (1975년 12월). 《大本營海軍部・聯合艦隊＜1＞》. 戦史叢書 (일본어) 91. 朝雲新聞社.